# Saint-Lazare (Quebec)
Saint-Lazare é uma cidade localizada na província de Quebec no Canadá.